# إدواردو أنييلي
إدواردو أنييلي (9 يونيو 1954 - 15 نوفمبر 2000) هو الابن البكر والوحيد لجياني أنييلي (الشخصية البارزة في شركة "فيات إس بي إيه)، ولماريلا أنييلي (وُلدت باسم دونا ماريلا كاراتشولو دي كاستانيتو). اعتنق الإسلام  الشيعي أثناء إقامته في مدينة نيويورك، وغيّر اسمه إلى "المهدي". وفي منتصف نوفمبر من عام 2000، عُثر عليه ميتًا تحت جسر في ضواحي مدينة تورينو.

## حياته
ولد أنييلي في مدينة نيويورك لأبوين إيطاليين. كانت جدته لأمه أمريكية. تزوجت والدته ماريلا أجنيلي ووالده جياني أنييلي عام 1953. لديه أخت واحدة هي مارغريتا أنييلي دي باهلين. درس في مدرسة ماسيمو دازيليو الثانوية الكلاسيكية [الإنجليزية] في تورينو، وفي كلية العالم المتحد الأطلسية في جنوب ويلز، وقرأ الأدب الحديث في الفلسفة اللاتينية والشرقية في جامعة برينستون. في سن الثانية والعشرين، دخل في جدال صحفي مع مارغريتا هاك، مدافعًا عن قيم علم التنجيم.
بعد مغادرة برينستون، سافر أنييلي إلى كينيا وإيران والهند، وهناك التقى بساتيا ساي بابا وواصل اهتمامه بالديانات الشرقية والتصوف. كان يعرفه أصدقاؤه في نيويورك باسم "Crazy Eddy" بسبب مراهقته المضطربة وسلوكه الجامح. وكان يُنظر إليه على أنه متمرد ومهرطق بسبب آرائه الدينية والمناهضة للرأسمالية في مقابلة أجريت معه بعد مسيرة أسيزي للسلام، بما في ذلك انتقاد الرأسمالية. ذكرت صحيفة لا ريبوبليكا أن مخاوف أنييلي أصبحت غير منتظمة على نحو متزايد، حيث ألقى محاضرات حول التصوف والفرنسيسكانية والبوذية، ومدح الفقراء وانتقد سلوك شركة فيات. وبحسب صحيفة الغارديان، فإن آرائه المعارضة للمادية الاقتصادية جعلته يتحرك في اتجاه مختلف عن والديه.
حين وصل سن البلوغ، كات يتم إعداد أنييلي ليكون الوريث الواضح لإمبراطورية فيات. وفي ليلة 27 تشرين الأول/أكتوبر 1986، أعلن علنًا خلافه مع والده وأعلن استعداده لتحمل جميع المسؤوليات التي تخص ملكية المجموعة الكبيرة؛ وأكد والده، الذي كان غير سعيد بالفعل باعتناقه الإسلام أنه لن يرثه. كان المنصب الرسمي الوحيد الذي شغله أنييلي في الشركات العائلية هو مدير نادي يوفنتوس لكرة القدم. ومن خلال القيام بذلك، حافظ على التقليد الطويل الأمد للعائلة مالك شركة فيات والذي يعود تاريخه إلى عشرينيات القرن الماضي. وبهذه الصفة كان حاضرا في كارثة هيسل. في عام 1990 اتُهم بحيازة الهيروين في ماليندي؛ ولكن التهم اسقطت عنه في وقت لاحق.

## اعتناقه للإسلام
في العشرين من عمره، انتقل إدواردو إلى الولايات المتحدة لدراسة الأديان السماوية وفلسفة الشرق في جامعة برينستون، حيث حصل على درجة الدكتوراه. خلال تلك الفترة، تعمّق في البحث حتى وجد قناعة تامة بالدين الإسلامي واعتنقه، مُغيرًا اسمه إلى "مهدي". ورغم ذلك، لم يُعلن إدواردو عن اعتناقه الإسلام بشكل رسمي.  
عاد بعدها إلى إيطاليا وشارك بنشاط في الرابطة الإسلامية لمسلمي إيطاليا. كما قام بزيارة إلى جمهورية إيران الإسلامية، حيث التقى بعدد من المسؤولين الإيرانيين الذين رحبوا بحرارة بابن إمبراطور إحدى أكبر الشركات الإيطالية.

## وفاته

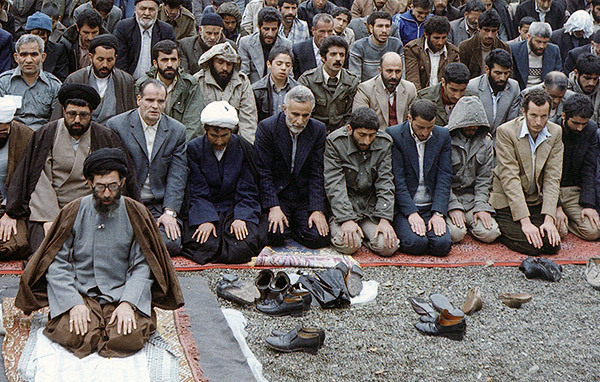
أنييلي، في الصورة في أقصى اليمين، يشارك في جمعة آية الله خامنئي في 3 أبريل 1981.

في 15 نوفمبر 2000، عثر على جثة أنييلي البالغ من العمر 46 عامًا بالقرب من تورينو، في قاع النهر أسفل جسر الطريق السريع حيث وجدت سيارته. يُعرف الجسر باسم جسر الانتحار. وبحسب تقرير ماركو إيلينا (الطبيب من مكتب الصحة العامة في مدينة كونيو المجاورة الذي فحص جثة أنييلي) صرح قائلًا: "لقد توفي متأثرا بجراحه القاتلة بعد سقوطه من ارتفاع 80 مترا". كما ذكر التقرير أنه كان على قيد الحياة عندما اصطدم جسده بالأرض. وتعرض رأسه ووجهه وصدره لأضرار بسبب السقوط وكشف تشريح الجثة عن بعض الإصابات الداخلية التي يبدو أنها تثبت نظرية الانتحار. لم يكن هناك شيء غير عادي في مشهد وفاته ولم تعثر الشرطة على أي شيء في سيارته باستثناء الهواتف والسجائر وعصا المشي ودفتر العناوين وزجاجة ماء. أدى إسلامه وسرعة تشييع جنازته بعد ذلك إلى ظهور بعض الشائعات حول انتحاره. أغلق ريكاردو بوسون (المدعي العام الذي كان يعمل في القضية) التحقيق وخلص إلى أن وفاة أنييلي كانت انتحارًا. وصل والده إلى مكان الحادث، وعلى الرغم من أنه لم يذرف الدموع عند علمه بوفاة أنييلي، إلا أنه تأثر بشدة بالمأساة.

## انظر ايضاً
- مستبصرون

## وصلات خارجية
- أدواردو أنيلي
- الشهيد الإيطالي أدواردو جيوفاني آنيللي (مهدي)